# Erikslund, Uppsala

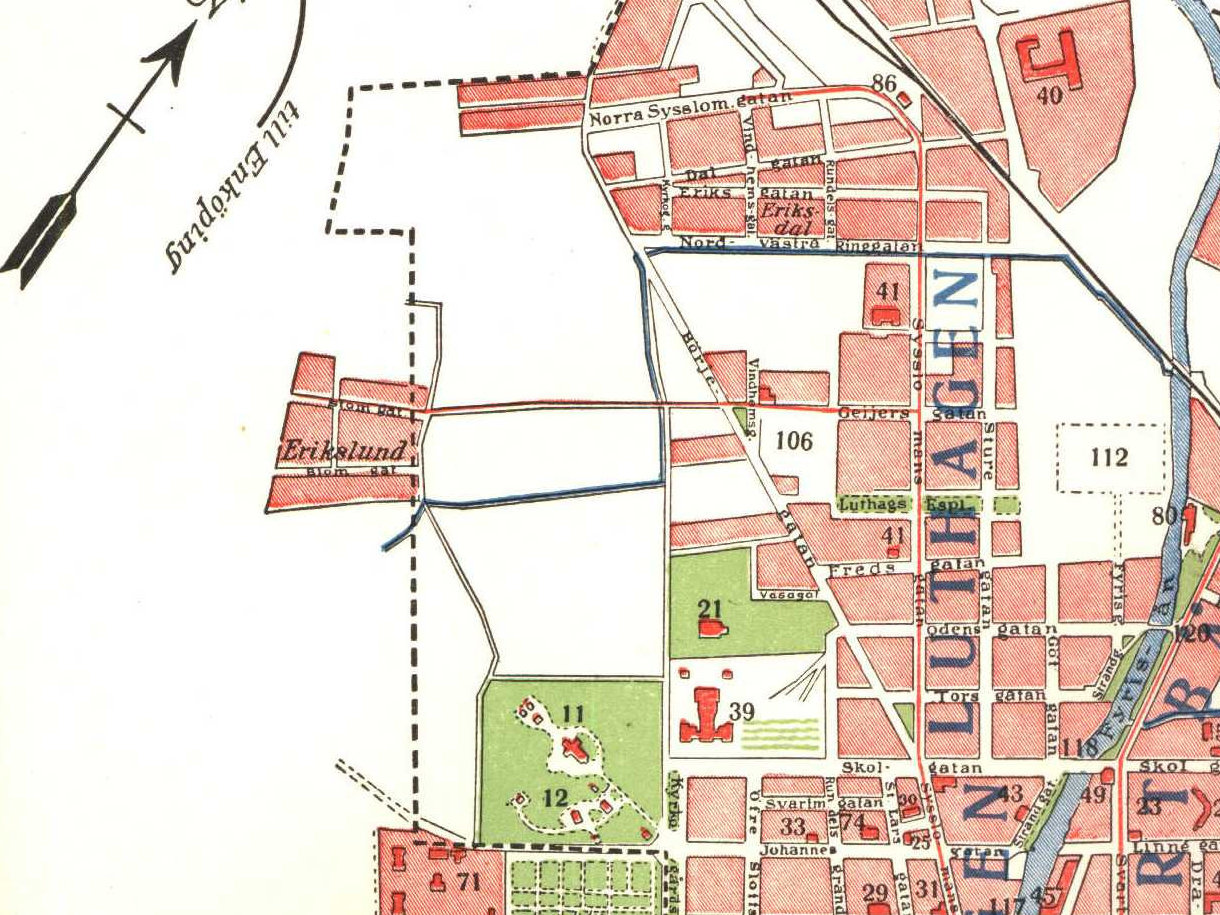
Erikslund 1920.

Erikslund, mindre stadsdel i Uppsala belägen väster om stadens centrala delar. Stadsdelsnamnet har minskat i användning under senare decennier och området räknas i dag ofta som en del av västra Bortre Luthagen. Erikslund avgränsas ungefärligen av Tiundagatan, Tiundaskolan, Sibyllegatan och Luthagsesplanaden.
Erikslund var i slutet av 1800-talet en av de arbetarstadsdelar som tillkom utanför Uppsalas stadstullar. 1876 Inköptes området Erikslund av arrendatorn Per-Erik Eriksson från Hellby.
Kvarteret Stammen i Erikslund har fått sitt namn efter soldat Carl Adolf Stam, som 1878 var en av de första att bygga ett hus i Eriklund vid Sibyllegatan. Han namngav även Stamgatan, som tidigare var namnet på Geijersgatans norra del innan Geijersgatan förlängdes upp till Erikslund.
Denne lät avstycka och sälja marken, omkring 6 hektar och tjänade gott om pengar på affären. 1888 etablerades S:t Eriks Lervarufabriker på Blomgatan 9, fabriken kom att bli arbetsgivare för många i Erikslund. Erikslund låg på denna tid mitt ute på åkern, skiljd från övrig bebyggelse i Uppsala. Bebyggelsen blev främst enkel kåkbebyggelse, och 1905 ändrades byggnadsbestämmelserna för området för att få området att se mindre schabbigt ut, först på 1940-talet kom bebyggelsen i Erikslund att växa ihop med Uppsalas centralare delar.
Vid sidan av andra förorter som Eriksdal, Enhagen, Stabbylund och Peterslund var Erikslund vid denna tid en arbetarförort med dåligt rykte.
Bebyggelsen i Erikslund består till stor del av radhus från omkring 1980 samt av flerfamiljshus från 1900-talets mitt. Mycket lite av den äldre bebyggelsen finns bevarad. Länge låg Erikslund avskiljt från resten av Uppsala, men på 1930-/1940-talet bebyggdes åkrarna mellan Erikslund och Luthagen.